# Ecpyrrhorrhoe
Ecpyrrhorrhoe is een geslacht van vlinders van de familie van de grasmotten (Crambidae), uit de onderfamilie van de Pyraustinae. De wetenschappelijke naam van dit geslacht is voor het eerst voorgesteld door Jacob Hübner in een publicatie uit 1825.

## Soorten
- Ecpyrrhorrhoe allochroa Zhang & Xiang, 2022
- Ecpyrrhorrhoe anpingialis (Strand, 1918)
- Ecpyrrhorrhoe biaculeiformis Zhang, Li & Wang, 2004
- Ecpyrrhorrhoe brevis Zhang & Xiang, 2022
- Ecpyrrhorrhoe celatalis (Walker, 1859)
- Ecpyrrhorrhoe damastesalis (Walker, 1859)
- Ecpyrrhorrhoe diatoma (Hampson, 1913)
- Ecpyrrhorrhoe diffusalis (Guenée, 1854)
- Ecpyrrhorrhoe digitaliformis Zhang, Li & Wang, 2004
- Ecpyrrhorrhoe exigistria Zhang & Xiang, 2022
- Ecpyrrhorrhoe fimbriata (Moore, 1886)
- Ecpyrrhorrhoe fuscicostalis (Swinhoe, 1894)
- Ecpyrrhorrhoe ignealis (Walker, 1866)
- Ecpyrrhorrhoe leucanalis (Swinhoe, 1890)
- Ecpyrrhorrhoe longispinalis Zhang & Xiang, 2022
- Ecpyrrhorrhoe machoeralis (Walker, 1859)
- Ecpyrrhorrhoe minnehaha (Pryer, 1877)
- Ecpyrrhorrhoe obliquata (Moore, 1888)
- Ecpyrrhorrhoe puralis (South, 1901)
- Ecpyrrhorrhoe quadrigalis (E. Hering, 1901)
- Ecpyrrhorrhoe rosisquama Xiang & Zhang, 2022
- Ecpyrrhorrhoe rubellalis (Snellen, 1890)
- Ecpyrrhorrhoe rubiginalis (Hübner, 1796)
- Ecpyrrhorrhoe rufipicta (Butler, 1880)
- Ecpyrrhorrhoe suavalis (Walker, 1866)